# Bisjön
Bisjön är en sjö i Boxholms kommun i Östergötland och ingår i Motala ströms huvudavrinningsområde. Sjön har en area på 0,0427 kvadratkilometer och ligger 142 meter över havet.

## Delavrinningsområde
Bisjön ingår i det delavrinningsområde (645212-146069) som SMHI kallar för Utloppet av Bisjön. Medelhöjden är 152 meter över havet och ytan är 1,89 kvadratkilometer. Det finns inga avrinningsområden uppströms utan avrinningsområdet är högsta punkten. Vattendraget som avvattnar avrinningsområdet har biflödesordning 4, vilket innebär att vattnet flödar genom totalt 4 vattendrag innan det når havet efter 136 kilometer. Avrinningsområdet består mestadels av skog (70 procent) och öppen mark (16 procent). Avrinningsområdet har 0,04 kvadratkilometer vattenytor vilket ger det en sjöprocent på 2,3 procent.